# ماركوس شيرمر
ماركوس شيرمر (بالألمانية: Markus Schirmer)‏ (و. 1963  م) هو عازف بيانو، ومعلم موسيقى نمساوي، ولد في غراتس، يستخدم آلات بيانو.